# シュニッツェル
シュニッツェル（ドイツ語: das Schnitzel, バイエルン・オーストリア語: das Schnitzerl, ヘブライ語: שניצל）は、オーストリアの肉料理。ドイツ、オランダ、東欧からイスラエルやトルコにかけての西アジア圏でも盛んに食べられる。

## 概略
本来は仔牛肉を用いてミートハンマーで叩いて薄くし、細かいパン粉を付けて揚げたものをいう。パン粉を挽き立ての黒胡椒で味付けしておくこともある。やや多めのバターかラードで揚げ焼きしたもので、日本の豚カツのように多量の油を使用する揚げ物ではない。
実際には豚肉や鶏肉も使われる。イスラエルでは、当地の多くを占めるユダヤ教やイスラム教で豚肉を食べる事が禁じられているため、鶏や七面鳥の胸肉で調理され、豚肉で調理されることはない。

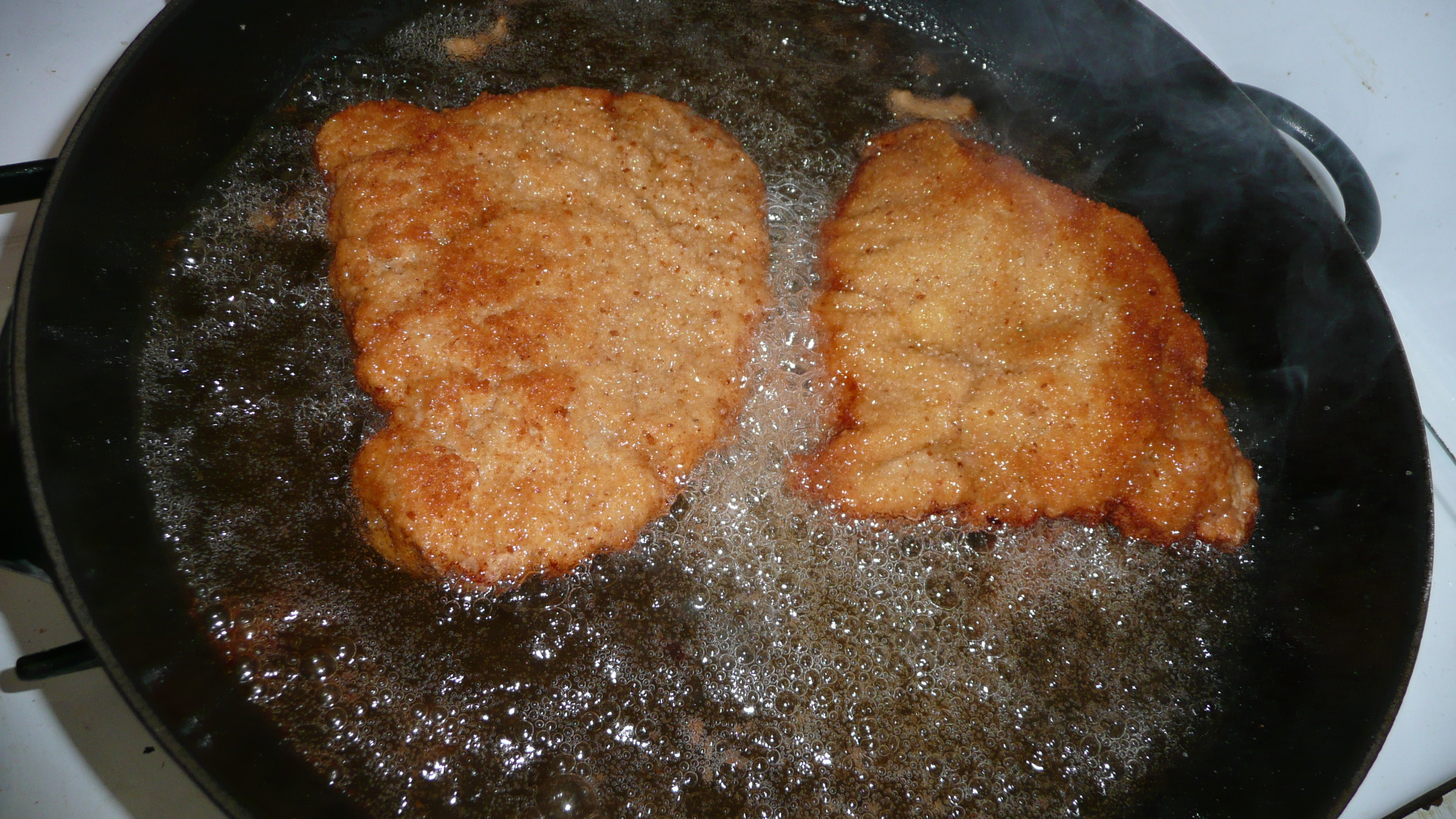
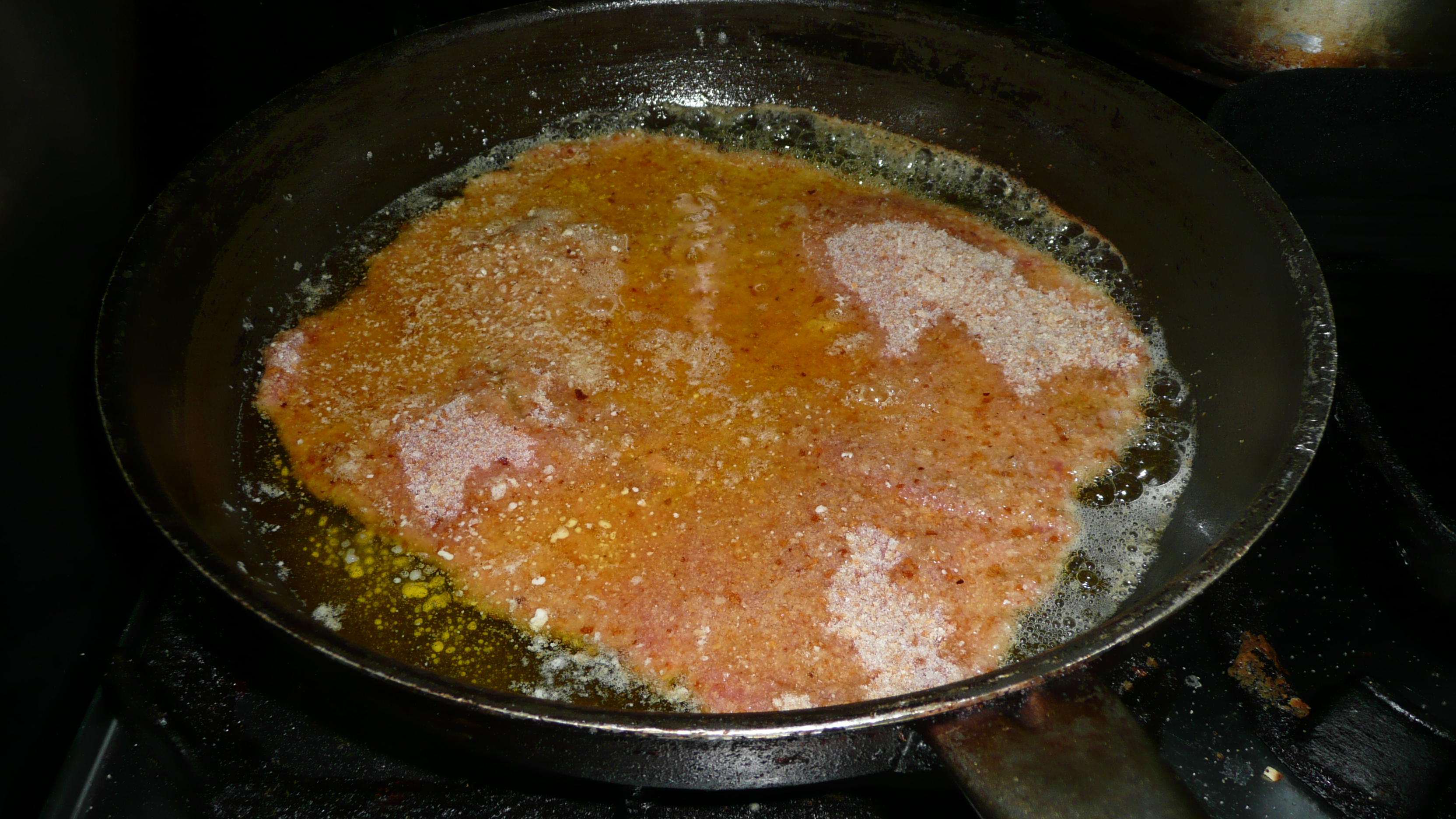
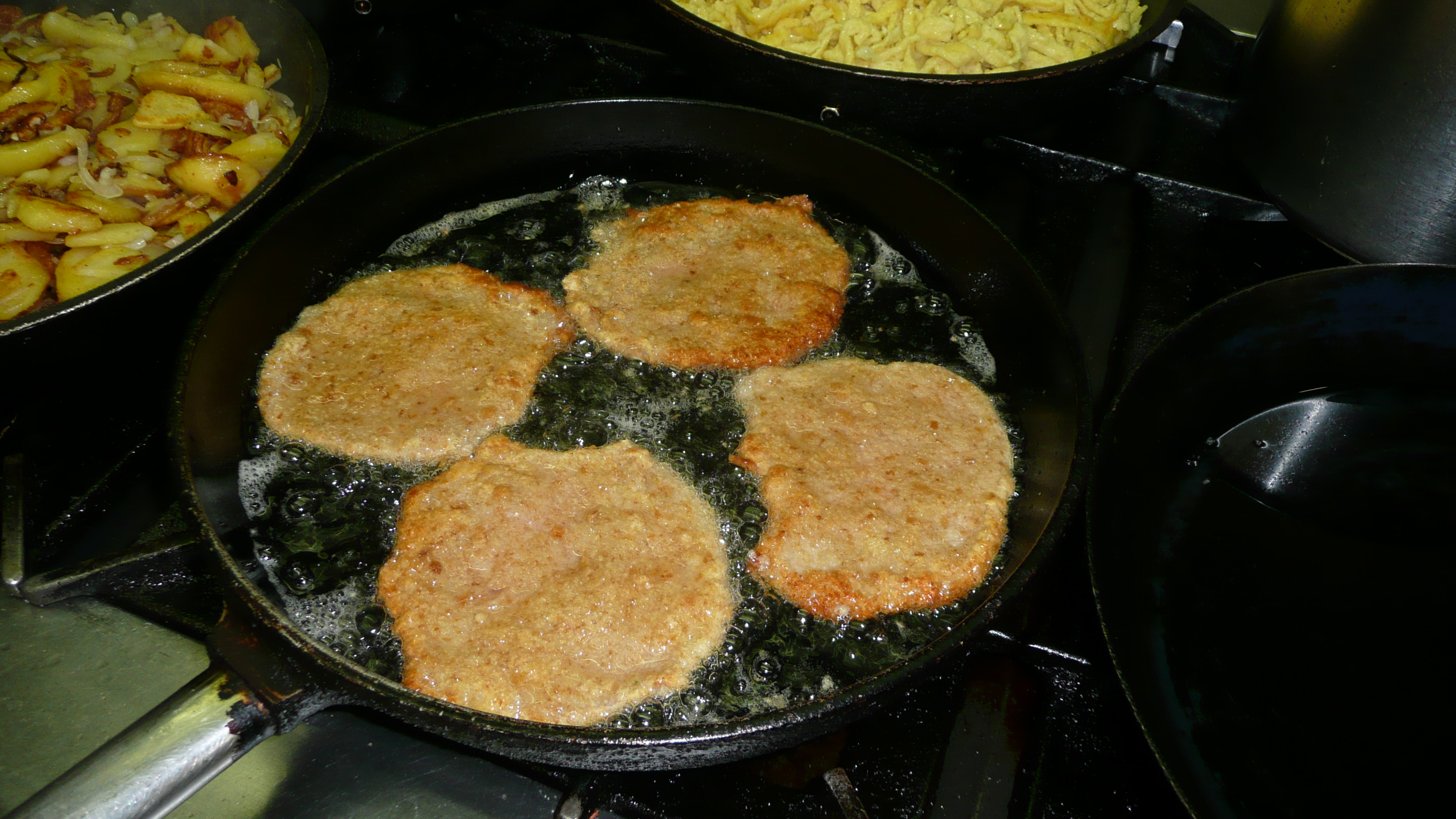
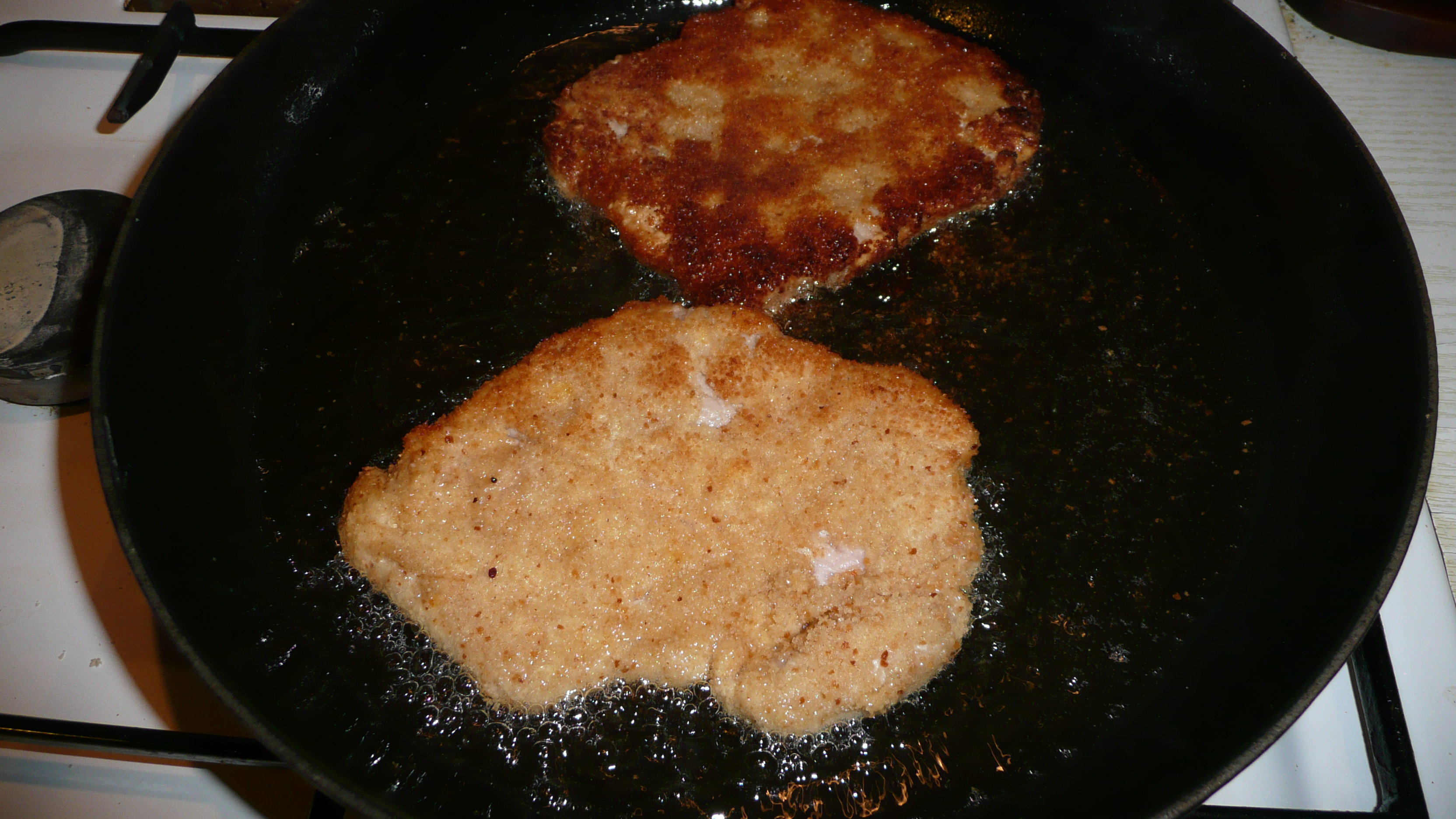

左から順に、ヴィーナー・シュニッツェルの調理過程を示した。
オーストリアではレモン汁をかけて食べることが多いが、クランベリージャムで食べることもある。スウェーデンではオーストリアとは異なり、グレイビーソースを添える。
オーブンで焼いたジャガイモ、フライドポテト、あるいはポテトサラダなどを付け合わせにする。米を添えることもあるが、これは1980年代以降に流行したもので、純粋主義者から見ると邪道と考えられている。

## 歴史
ヴィーナー・シュニッツェル（Wiener Schnitzel, ウィーンのカツレツ、もしくはウィーン風カツレツの意）は、北イタリアを起源として、15-16世紀ごろにウィーンに伝わったとされる。他の説によると、1857年にヨーゼフ・ラデツキー元帥により伝えられたとされる。

## 西欧での事情
起源は祝い料理である。オーストリア人に最も人気のある料理の一つであり、祝日に限らずあらゆる場合に食されている。オーストリアにはシュニッツェルだけを出すファーストフード店すら存在する。
多くのレストランで、豚肉で作ったより安価なシュニッツェルが提供されている。七面鳥で作った変わり種も広まってきた。しかしオーストリアのレストランでは、仔牛肉以外が使われているのならばメニューに "vom Schwein"（豚肉の）、または "von der Pute"（七面鳥の）を明記するよう規制で定められている。
イタリアのミラノには、コトレッタ・アッラ・ミラネーゼ（ミラノ風カツレツ）というよく似た郷土料理がある。こちらは骨つきの仔牛肉を用いる。また、格子状の切れ目をつけて揚げる。

## 種類

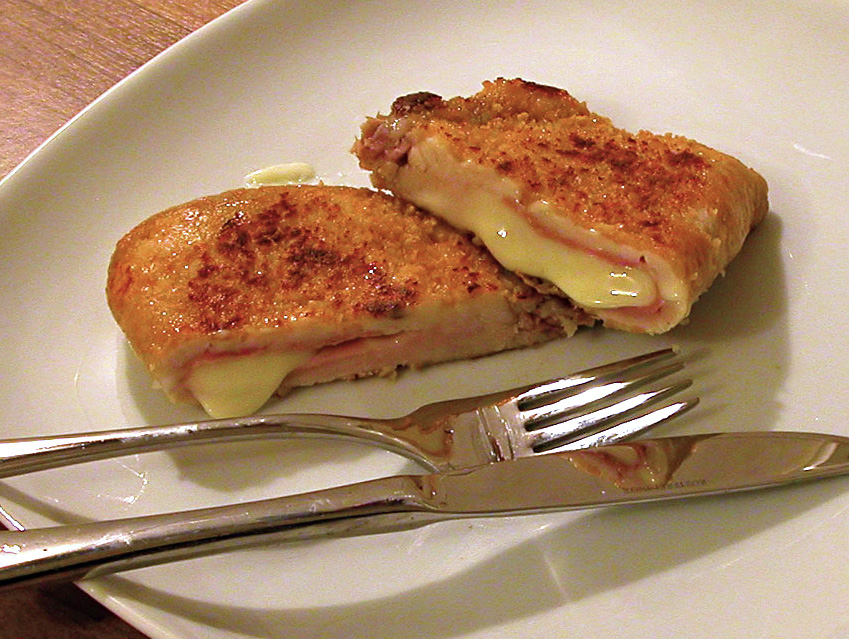
コルドン・ブルー
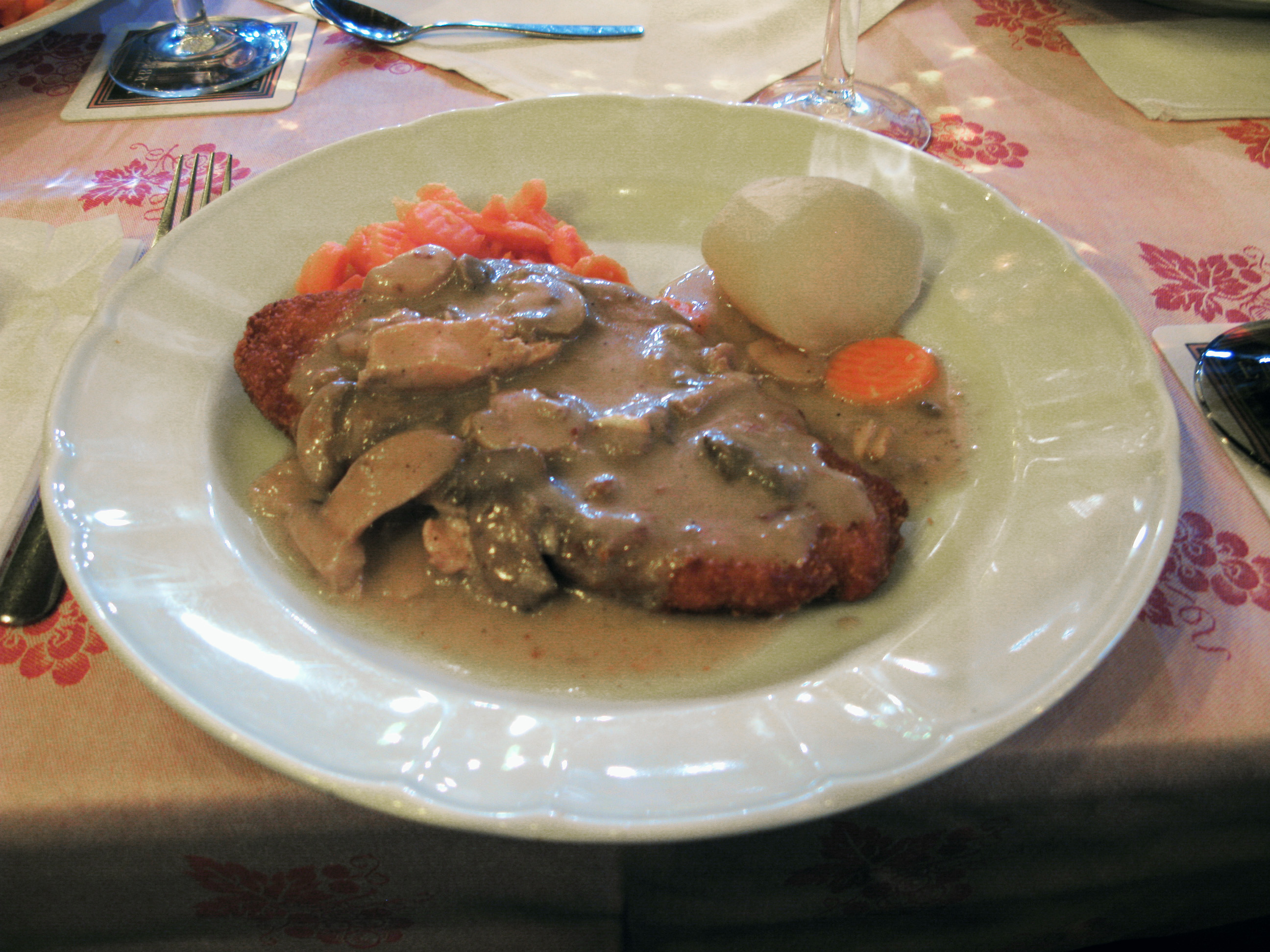
イェーガー・シュニッツェル
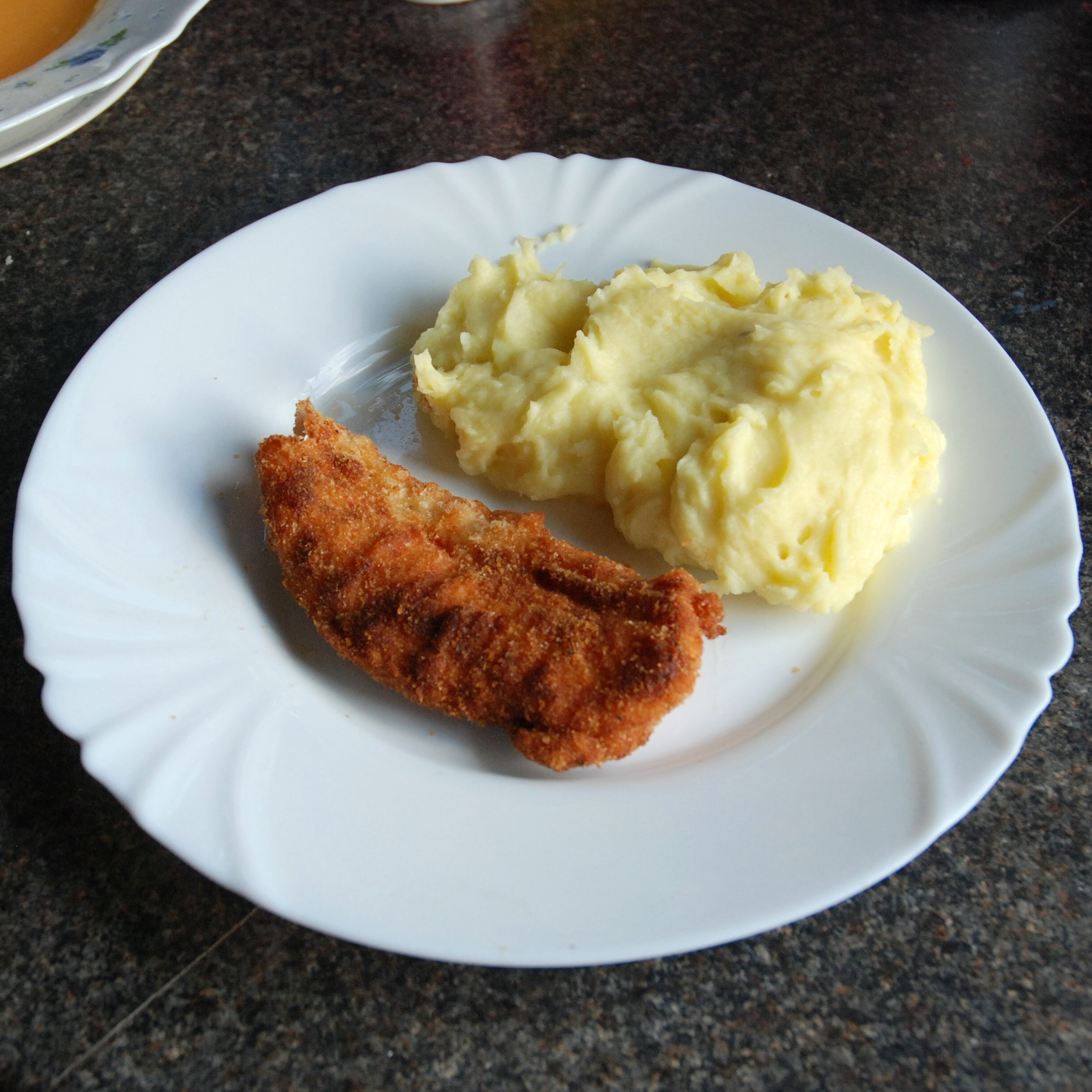
ヒューナー・シュニッツェル

ヴィーナー・シュニッツェルの変わり種には多くの種類があり、以下のようなものが代表的である。
- コルドン・ブルー（フランス語圏で高級料理を想起させる「青リボン」の意味） - 二枚の肉の間にチーズと刻みハムを詰めたもの。
- パリゼー・シュニッツェル（パリ風） - パン粉を使わず、衣だけで焼くもの。
- イェーガー・シュニッツェル（狩人風） - きのこと濃厚なパンソースを添える。
- ツィゴイナー・シュニッツェル（ジプシー風） - パプリカとトマトのソースを添えたもの。
- シュニッツェル・ヴィーナー・アルト（ウィーン方式のシュニッツェル）またはヴィーナー・シュニッツェル・フォム・シュヴァイン（豚肉のヴィーナー・シュニッツェル） - 豚肉で作ったもの。
- ヒューナー・シュニッツェル（チキンを用いた） - 鶏肉で作ったもの。通常、他のものより安い。

## 大衆文化の中でのシュニッツェル
2014年にイスラエルで公開された映画『シュニッツェル』は、シュニッツェルに化けた異星人が起こす騒動を描いたSF映画である。